# Арештантські городи
Арешта́нтські горо́ди — місцевість в Києві, розташовувалась біля малої річки Скоморох (нині в колекторі), між сучасними Старовокзальною вулицею, залізницею, Повітрофлотським шляхопроводом та Берестейським проспектом.
Назва «Арештантські городи» виникла у 2-й половині XIX століття, коли цю, доти незаселену, територію передали у відання Лук'янівської в'язниці для влаштування підсобного городнього господарства. Арештантські городи були городами у дійсному сенсі: на них працювали в'язні. Цей захід допомагав вирішити одразу дві проблеми: покращити харчування ув'язнених та зайняти їх працею.
На початку ХХ століття городи було ліквідовано, а на їх місці 1908 року прокладено продовження Жилянської вулиці, вулиці Новокиївську та Митну (нині не існує), провулки Дяківський, Клейгельсівський, Драгомирівський та Маріїнський проїзд (тепер не існують) та зведено забудову.
На одній із її вулиць (Скомороському провулку, 7) була Галицька синагога, котра належала Галицькій єврейській громаді. Провулок утворився на початку XX століття під час розпланування місцевості, коли її перевели із власності Лук'янівської тюрми. У 1960-х роках провулок поглинула заводська територія (завод «Транссигнал», колишні Головні електричні майстерні) і його не стало.
Стару забудову та більшість вулиць поступово ліквідовано у 1960–70-ті роки.